# The Emo Diaries
The Emo Diaries son una serie de once álbumes recopilatorios que fueron lanzados por Deep Elm Records entre 1997 y 2007. La serie tuvo una abierta política de comunicaciones e incluía bandas que, en su mayoría, se encontraban sin sello discográfico en el momento del lanzamiento de los álbumes. El fundador de Deep Elm, John Szuch, aseguró que en un principio la serie iba a titularse The Indie Rock Diaries, pero se decidió cambiar ya que en el primer volumen de la serie se incluía a Jimmy Eat World y Samiam, y ambos habían firmado por multinacionales. Se eligió el nombre de The Emo Diaries porque The Emotional Diaries era demasiado extenso para ajustarse a la portada del álbum. Pese a ello, las bandas que aparecieron en los recopilatorios no pertenecían necesariamente al estilo de rock, emo. El escritor Andy Greenwald, en su libro Nothing Feels Good: Punk Rock, Teenagers, and Emo, asegura que los recopilatorios "apuestan por reivindicar el emo más como una estética compartida que como género musical".
Deep Elm ha observado que la política abierta de comunicaciones de la serie y la diversidad de bandas es lo que hace únicos a estos recopilatorios: "Sólo importa la música. Deep Elm nunca ha tenido la intención de definir ningún estilo musical, porque creemos que cualquier combinación en la composición, letras y actuaciones en directo representan cosas diferentes a cada oyente". The Emo Diaries incluye música inédita de importantes bandas como The Appleseed Cast, Brandtson, Further Seems Forever, Jejune, Jimmy Eat World, The Movielife, Planes Mistaken for Stars, Samiam y Seven Storey Mountain. Se lanzaron diez recopilatorios entre 1997 y 2004, cuando las entregas fueron detenidas de manera no oficial. Según un comunicado del sello, "Deep Elm rechaza seguir con el juego y cierra las puertas al género que él mismo ayudó a documentar, criar y exponer al mundo".
Sin embargo, en 2007 el sello publicó el undécimo capítulo de la serie, titulado Taking Back What's Ours. En abril de 2010, Deep Elm comenzó a entablar comunicaciones con varias bandas para preparar el duodécimo recopilatorio.

## Discografía
| Año  | Capítulo | Título                  |
| ---- | -------- | ----------------------- |
| 1997 | 1        | What's Mine Is Yours    |
| 1998 | 2        | A Million Miles Away    |
| 1999 | 3        | The Moment of Truth     |
| 1999 | 4        | An Ocean of Doubt       |
| 2000 | 5        | I Guess This Is Goodbye |
| 2001 | 6        | The Silence in My Heart |
| 2002 | 7        | Me Against the World    |
| 2002 | 8        | My Very Last Breath     |
| 2003 | 9        | Sad Songs Remind Me     |
| 2004 | 10       | The Hope I Hide Inside  |
| 2007 | 11       | Taking Back What's Ours |